# 서동현 (1998년)
서동현(1998년 9월 5일 ~ )은 대한민국의 축구 선수로, 포지션은 골키퍼이다. 현재 K3리그 청주 FC에서 활약하고 있다.